# Henschel Hs 293

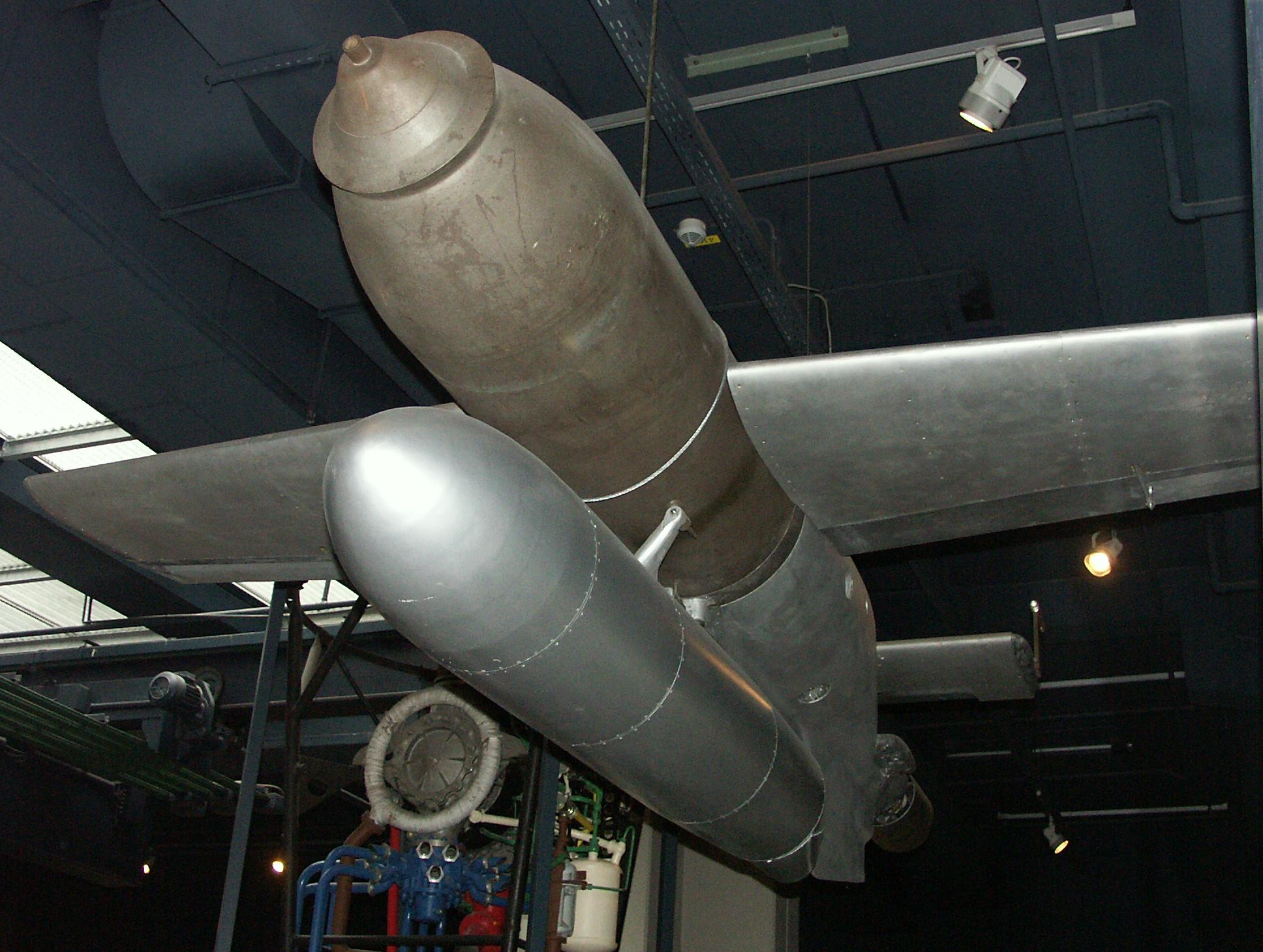
Henschel Hs 293 v Mnichovském muzeu

Henschel Hs 293 byla německá protilodní rádiem řízená střela z období druhé světové války.

## Vývoj
Projekt Hs 293 začal v roce 1940 a byl založený na klouzavé bombě „Gustav Schwartz Propellerwerke“, která byla navržena v roce 1939. Tato střela ještě neměla řídící systém, jen autopilota, který udržoval přímý kurz. Bomba tak mohla být odpálena z větší vzdálenosti od cíle, což chránilo mateřské letadlo před protivzdušnou palbou. Následující rok Henschel přidal do spodní části střely raketový motor, který umožnil vypustit střelu z menší výšky aniž by se zkrátil dolet.
Zbraň se skládala z 500 kg nálože, tenkého ocelového trupu s dvěma křídly, raketového motoru umístěného v dolní části trupu a řídícího systému, který přijímal povely z řídící jednotky Kehl. Když se bomba shodila z výšky 1 400 m, dolet byl okolo 3 km.
Hs 293 byla určená k ničení nepancéřovaných lodí, na rozdíl od bomby Fritz X. Operátor střelu ovládal s pomocí řídící páky a musel mít střelu stále na dohled a aby ji viděl i z větší vzdálenosti, byly na jejím ocasu umístěny dýmovnice; pro noční operace světlice.
Tato zbraň však měla jednu nevýhodu - po vypuštění střely muselo mateřské letadlo zůstat v blízkosti cíle, dokud ho střela nezasáhla, aby ji mohl navigátor přesně navést na cíl.
Tehdy bylo letadlo velmi zranitelné vůči útokům stíhaček. Tento nedostatek se inženýři pokusili odstranit tím, že do přední části střely umístili kameru (varianta Hs 293 D), ale bylo už příliš pozdě a válka skončila dřív, než mohl být projekt zavedený do výroby.
Od roku 1942 bylo vyrobeno přes 1 000 kusů. Spojenecká zbraň, která by měla k Hs 293 nejblíž, je americká radarem naváděná, volně padající bomba Bat.

## Bojové použití
25. srpna roku 1943 byla Hs 293 poprvé úspěšně použitá, když v Biskajském zálivu potopila britskou korvetu HMS Egret. 26. listopadu jedna střela potopila transportní loď HMT Rohna. Zahynulo přes 1 000 lidí na palubě. Ostatní lodě, poškozené, či potopené střelou Hs 293:
- HMS Landguard- byl lehce poškozen spolu s Egret v Biskajském zálivu 25. srpna roku 1943
- HMS Bideford- lehce poškozen spolu s Egret v Biskajském zálivu 25. srpna roku 1943
- HCMS Athabaskan- těžce poškozen spolu s Egret v Biskajském zálivu 25. srpna roku 1943
- HMHS Newfoundland- těžce poškozena, později ji spojenci potopili dělostřeleckou palbou
- HMS LST-79-potopena
- SS Samite- poškozena
- SS Hiram S. Maxim- poškozena
- SS Selvik- poškozena
- HMS Rockwood- lehce poškozena
- HMS Dulverton- těžce poškozena, vznikl na ní požár
- MV Marsa- potopena
- SS Delius- poškozena
- HMS Jervis- poškozena u Anzia 23. ledna roku 1944
- HMS Janus- poškozena buď torpédem, anebo Hs 293
- USS Prevail- poškozena, pravděpodobně Hs 293
- USS Mayo- poškozena, buď minou, nebo Hs 293
- SS John Banvard- poškozena
- SS Samuel Hunington- potopena 29. ledna roku 1944 u Anzia
- HMS Spartan- potopena 29. ledna roku 1944 u Anzia
- USS Herbert C. Jones- poškozena 15. února roku 1944 u Anzia
- SS Elihu Yale- potopena 16. února roku 1944 u Anzia, blízko plující LTC 35 byla také zničena
- HMS Inglefield-
- HMS Lawford- potopena nejspíš Hs 293, oficiálně se uvádí vzdušné torpédo, takže se možná jednalo o Hs 294
- USS Meredith-potopena nejspíš Hs 293
- HMCS Matane- poškozena
- USS LST-282-potopena

I když byla střela navržena proti lodím, po vylodění v Normandii byla začátkem srpna roku 1944 použita proti mostům na řekách See a Selume. Při ztrátě šesti letadel byl poškozen jen jeden most.
Hs 293 se vypouštěla z bombardérů Heinkel He 111 nebo He 177, Focke-Wulf Fw 200 a Dornier Do 217.

## Varianty

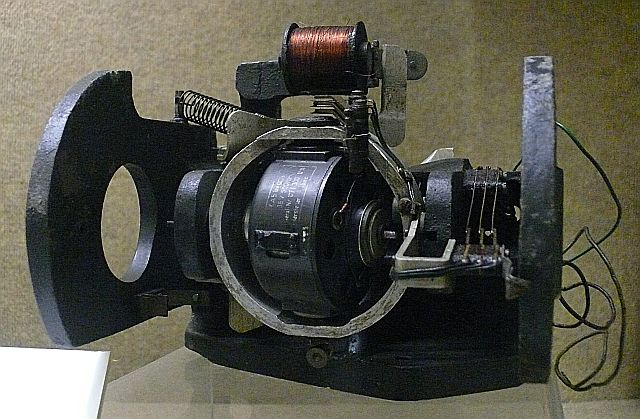
Setrvačník ze střely

- Hs 293A (později Hs 293A-1) - původní verze
- Hs 293B - Po drátě řízená verze, měla to být odpověď na rušičky, které Američané vyvinuli, ale nikdy nebyla sériově vyráběná
- Hs 293C (verze pro sériovou výrobu- Hs 293A-2)- měla oddělitelnou hlavici
- Hs 293D - v přední části střely byla umístěna kamera, což mělo zabránit tomu, aby bylo letadlo v blízkosti cíle ohrožované stíhačkami. Nikdy nebyla použita v boji, jednak proto, že byla pozdě nasazená a jednak proto, že kamera byla nespolehlivá. Bylo testováno 20 střel.
- Hs 293E - Experimentální model, testovaly se na něm řídící jednotky
- Hs 293F - Bezocasá verze, nikdy nebyla postavena
- Hs 293H - Experimentální verze, která byla vypuštěná z jednoho letadla a ovládaná z druhého. Od projektu bylo upuštěno, protože spojenecká vzdušná převaha zapříčinila, že dostat dvě letadla do blízkosti lodě a udržet je tam bylo prakticky nemožné
- Hs 293V6 - Navržená k odpalovaní z proudového bombardéru Arado Ar 234 Blitz při rychlosti 720 km/h. Hlavní změnou byla zkrácená křídla, aby se vešla do pumovnice. Projekt nebyl nikdy realizován.

## Technické parametry
- Délka: 381,9 cm
- Rozpětí: 310,0 cm
- Obvod trupu: 47,0 cm
- Výška: 109,0 cm
- Hmotnost výbušnin: 500 kg
- Celková hmotnost: 1 045 kg